# 299. pr. Kr.
◄ | 4. stoljeće pr. Kr. | 3. stoljeće pr. Kr. | 2. stoljeće pr. Kr. | ►
◄ | 320-ih pr. Kr. | 310-ih pr. Kr. | 300-ih pr. Kr. | 290-ih pr. Kr. | 280-ih pr. Kr. | 270-ih pr. Kr. | 260-ih pr. Kr. | ►
◄◄ | ◄ | 302. pr. Kr. | 301. pr. Kr. | 300. pr. Kr. | 299 pr. Kr. | 298. pr. Kr. | 297. pr. Kr. | 296. pr. Kr. | ► | ►►
Astronomija

## Događaji
- Trački kralj Lizimah ženi kćer egipatskog kralja Ptolomeja I.
- oko 299. pr. n. e. – Počinje gradnja Aleksandrijskog svjetionika
- Rim na Via Flaminiji na srednjem Tibru na mjestu starog grada Nequinuma osniva koloniju Narniu, nakon čega ponovo dolazi do sukoba između Rimljana i Etruščana
- U Kini dolazi do rata između država Ćin i Ču